# Crataegus rufula
Crataegus rufula är en rosväxtart som beskrevs av Charles Sprague Sargent. Crataegus rufula ingår i Hagtornssläktet som ingår i familjen rosväxter. Inga underarter finns listade i Catalogue of Life.